# Inżynieryjne zabezpieczenie sił marynarki wojennej w operacjach
Zabezpieczenie inżynieryjne sił marynarki wojennej w operacjach – zespół przedsięwzięć inżynieryjnych realizowanych na wybrzeżu morskim za pomocą środków inżynieryjnych w celu stworzenia najbardziej sprzyjających warunków do prowadzenia przez siły marynarki wojennej aktywnych działań bojowych. Obejmuje ono:
- urządzenie systemu punktów (miejsc) rozśrodkowanego bazowania związków (zespołów) okrętów i lotnisk lotnictwa morskiego i zabezpieczenie ich przebazowania w toku operacji zaczepnych;
- urządzenie pozycji dla jednostek rakietowych, punktów dowodzenia (stanowisk dowodzenia), rejonów przechowywania zapasów (rezerw) środków materiałowo-technicznych;
- przygotowanie sieci dróg dla manewru jednostek brzegowych i zaopatrywania sił morskich;
- maskowanie i likwidację skutków uderzeń jądrowych przeciwnika.